# Whitwick
Whitwick – wieś w Anglii, w hrabstwie Leicestershire, w dystrykcie North West Leicestershire. Leży 19 km na północny zachód od miasta Leicester i 161 km na północny zachód od Londynu.